# Игин, Николай Васильевич
Николай Васильевич Игин — советский хозяйственный и государственный деятель, лауреат Государственной премии СССР за выдающиеся достижения в труде.

## Биография
Родился в 1941 году в Магнитогорске. Член КПСС.
В 1959—1991 — подручный сталевара, сталевар в мартеновском цехе № 1 Магнитогорского металлургического комбината
За ускорение освоения проектных мощностей в металлургии и целлюлозно-бумажной промышленности был в составе коллектива удостоен Государственной премии СССР за выдающиеся достижения в труде 1975 года.
Делегат XXV съезда КПСС.
Жил в Магнитогорске.

## Награды
- Орден Трудовой Славы II степени (1980)
- Орден Трудовой Славы III степени (1975)